# Lacinius horridus
Espèce
Synonymes
- Phalangium horridum Panzer, 1794
- Opilio hispidus Herbst, 1798
- Acantholophus coronatus L. Koch, 1867
- Acantholophus longisetus Thorell, 1876
- Acantholophus kochi Simon, 1879
- Acantholophus hermanni Simon, 1879
- Acantholophus lemniscatus Simon, 1882
- Acantholophus bellicosus Lendl, 1894
- Lacinius gallipoliensis Roewer, 1923
- Lacinius regisalexandri Kratochvíl, 1934
- Lacinius dorsogranulatus Morin, 1934
- Lacinius parisii Trossarelli, 1934
- Lacinius horridus bulgaricus Šilhavý, 1965
- Lacinius zavalensis Hadži, 1973

Lacinius horridus est une espèce d'opilions eupnois de la famille des Phalangiidae.

## Distribution
Cette espèce se rencontre en Europe, en Turquie et en Iran.

## Description

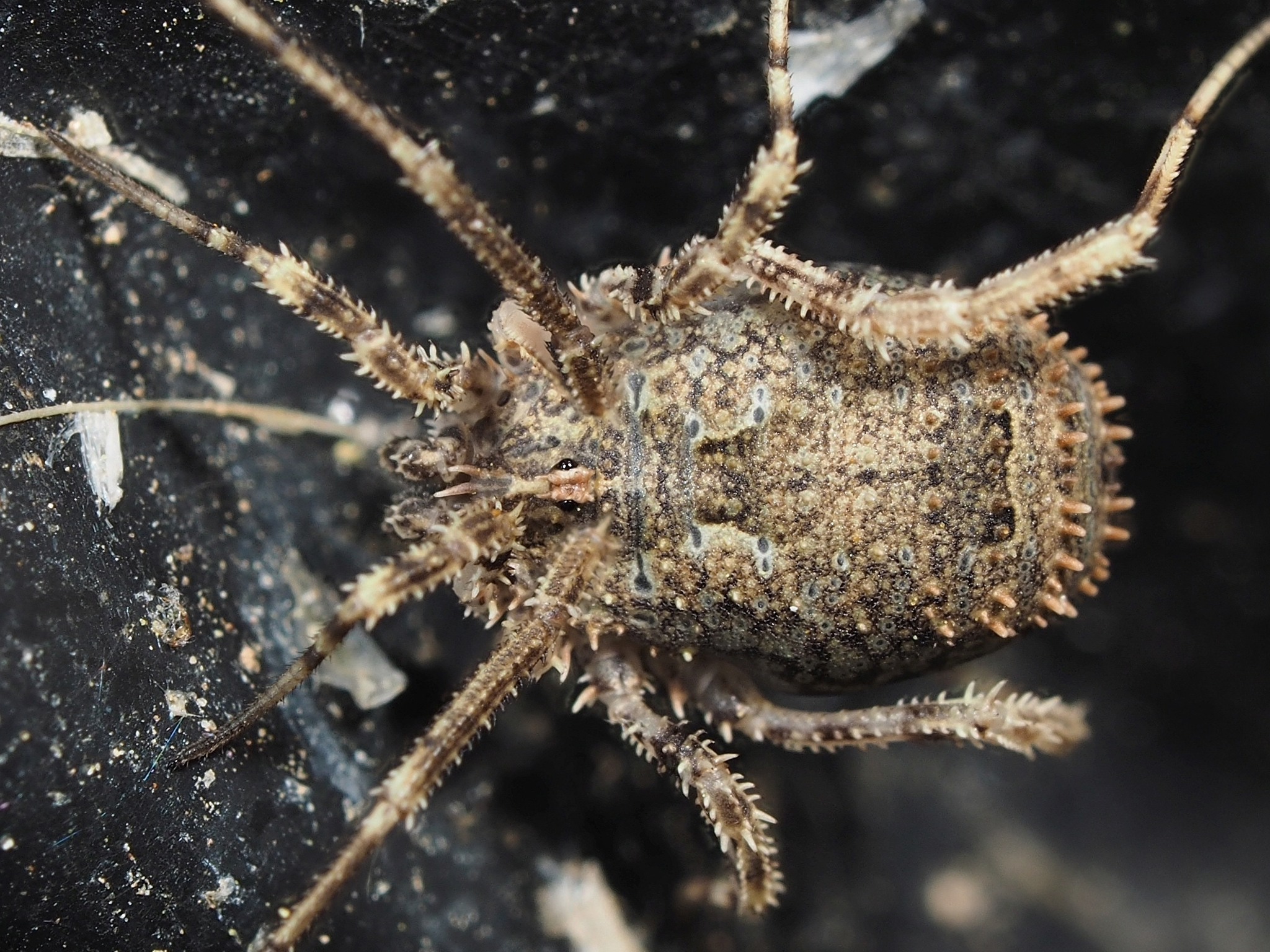
Lacinius horridus

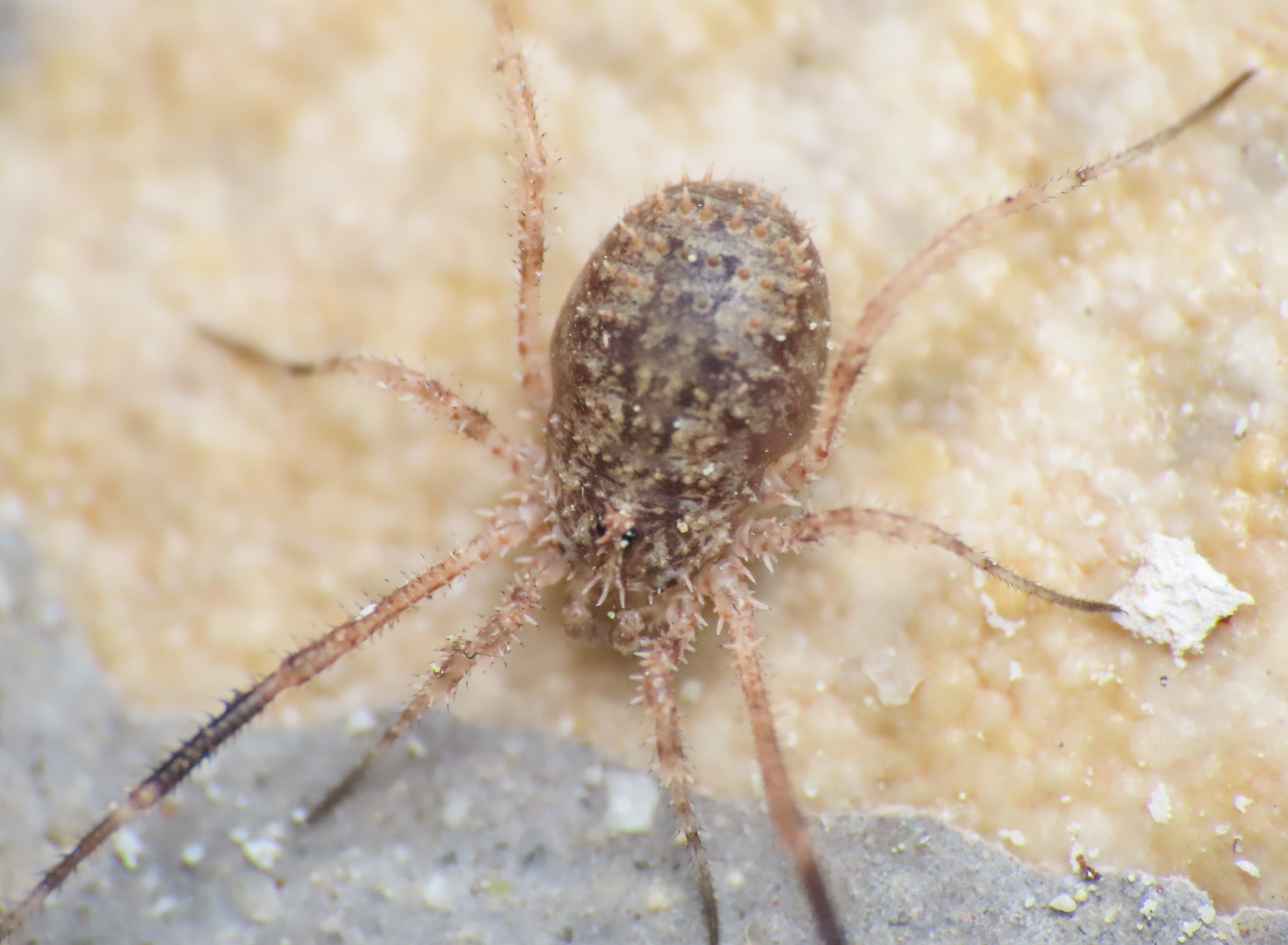
Lacinius horridus

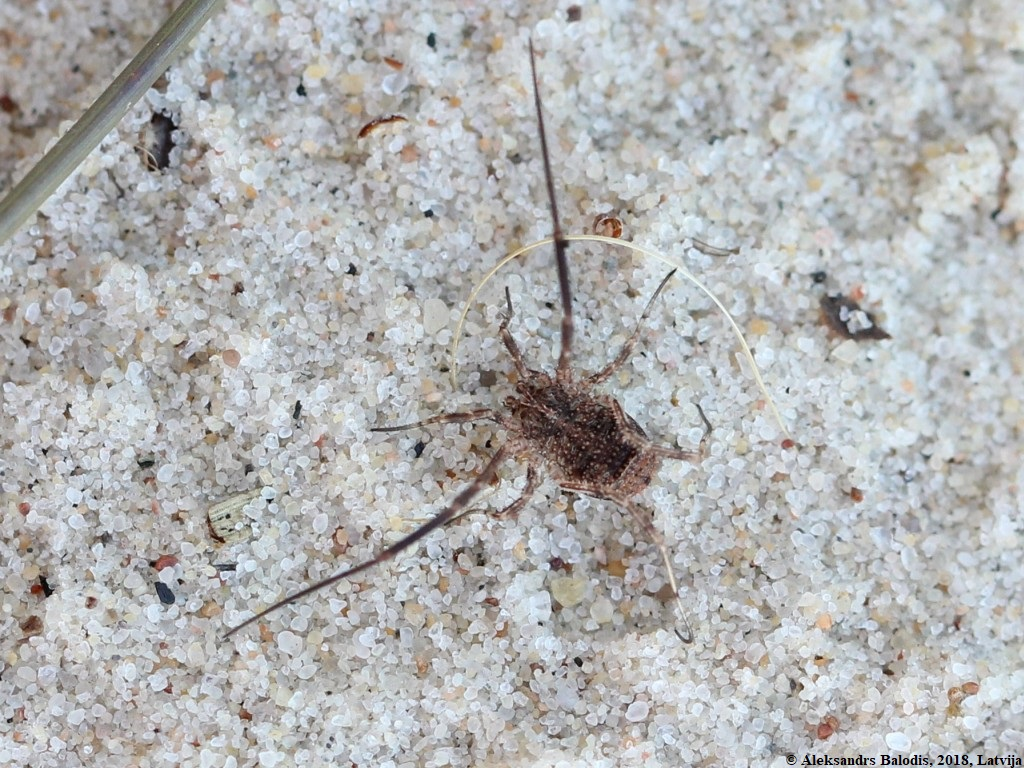
Lacinius horridus

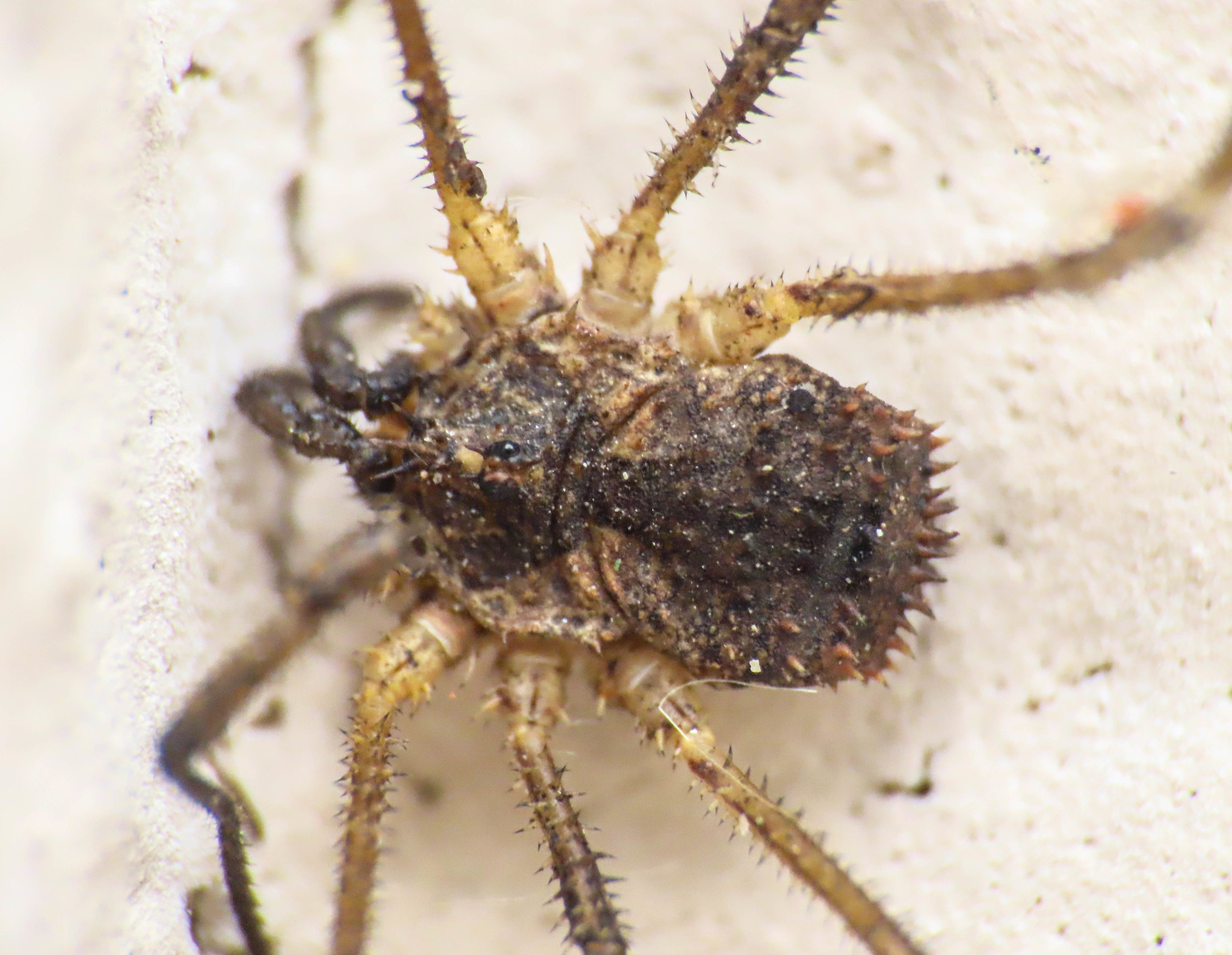
Lacinius horridus

Les mâles mesurent de 4,1 à 4,6 mm et les femelles de 5,6 à 6,9 mm.

## Systématique et taxinomie
Cette espèce a été décrite sous le protonyme Phalangium horridum par Panzer en 1794. Elle est placée dans le genre Opilio par Herbst en 1799, dans le genre Acantholophus par C. L. Koch en 1839 puis dans le genre Lacinius par Thorell en 1876.
Opilio hispidus, Acantholophus coronatus, Acantholophus kochi, Acantholophus hermanni, Acantholophus lemniscatus et Acantholophus bellicosus ont été placées en synonymie par Roewer en 1912.
Lacinius regisalexandri a été placée en synonymie par Šilhavý en 1956.
Lacinius gallipoliensis et Lacinius horridus bulgaricus ont été placées en synonymie par Staręga en 1976.
Lacinius dorsogranulatus a été placée en synonymie par Staręga en 1978.
Lacinius parisii a été placée en synonymie par Martens en 1978.
Lacinius zavalensis a été placée en synonymie par Novak en 2005.
Acantholophus longisetus a été placée en synonymie par Kury, Kury et Oliveira en 2024.

## Publication originale
- Panzer, 1794 : Faunae Insectorum Germanicae initia oder Deutschlands Insecten, Zweyter Jahrgang, XIII–XXIV Heft, Felseckersche Buchhandlung, Nürnberg, p. 1–284.